# Kolonialrat (Deutsches Kaiserreich)

Großer Sitzungssaal des Reichskolonialamtes, Tagungsstätte des Kolonialrates

Der Kolonialrat war ein von 1890 bis 1907 und von 1911 bis 1913 bestehendes, dem Reichskolonialamt des Auswärtigen Amtes des Deutschen Kaiserreiches als sachverständiger Beirat für koloniale Angelegenheiten beigeordnetes Gremium.

## Geschichte
Gestützt auf einen kaiserlichen Erlass vom 10. Oktober 1890 verfügte Reichskanzler Caprivi gleichentags die nötigen Ausführungsvorschriften in betreff des Kolonialrats. Dessen Mitglieder sollten hiernach vom Reichskanzler ernannt werden.
Der Kolonialrat sollte als Nahtstelle politischer und wirtschaftlicher Kolonialinteressen dem Reichskolonialamt zur Seite stehen. Häufig bezeichnete man ihn als Nebenparlament, weswegen es immer wieder Debatten über eine Auflösung des Rates gab. Der erste Kolonialdirektor Paul Kayser wollte mit dem Kolonialrat der öffentlichen Meinung, die Verwaltung verstünde nichts von den Kolonien, entgegenwirken.
Die Tagungen des Kolonialrates fanden auf Einladung des Reichskanzlers in Berlin statt, anfangs in Tagungsräumen des Reichstages, später im Großen Sitzungssaal des Reichskolonialamtes. An der ersten Sitzung nahmen zwanzig Vertreter auf Einladung Kanzler Caprivis teil. Bei der vorübergehenden Auflösung des Kolonialrates 1907 betrug die Mitgliederzahl das Doppelte.
In den ersten sechzehn Jahren seines Bestehens fanden insgesamt 75 Sitzungen statt. 1911–1913 wurde zweimal jährlich getagt.
Die mit einem kaiserlichen Schutzbrief ausgestatteten oder in den Schutzgebieten durch die Anlage wirtschaftlicher Unternehmungen von bedeutendem Umfang in Tätigkeit befindlichen Kolonialgesellschaften konnten aus ihrer Mitte Mitglieder für den Kolonialrat in Vorschlag bringen; im Übrigen erfolgte die Berufung der Mitglieder aus den Kreisen der Sachverständigen nach dem Ermessen des Reichskanzlers. Die Sitzungsperiode, für welche die Ernennung jeweilig erfolgte, betrug ein Jahr. Den Vorsitz führte der Leiter der Kolonialabteilung des Auswärtigen Amtes oder der mit seiner Stellvertretung beauftragte Beamte der Kolonialabteilung.
Der Kolonialrat hatte sein Gutachten über alle Angelegenheiten abzugeben, welche ihm von der Kolonialabteilung (Kolonialamt) überwiesen wurden. Er konnte aber auch über selbständige Anträge seiner Mitglieder Beschluss fassen. Der Kolonialrat wählte aus seiner Mitte einen ständigen Ausschuss von drei Personen, welcher außerhalb der Sitzungen der Hauptversammlung von der Kolonialabteilung um sein Gutachten befragt werden konnte. Mitglieder der Kolonialabteilung sowie Vertreter andrer Behörden konnten mit beratender Stimme den Sitzungen beiwohnen, wenn hierzu die Genehmigung des Reichskanzlers vorlag.
Die Mitglieder des Kolonialrats versahen ihr Amt als Ehrenamt, doch erhielten die auswärtigen eine ihren baren Auslagen entsprechende Vergütung.
Besondere Bedeutung kam dem Kolonialrat in den Bereichen Eisenbahnbau, Plantagenwirtschaft, Schifffahrt und Missionswesen zu.

## Mitglieder des Kolonialrates

### Vorsitzende
Als Leiter der Kolonialabteilung des Auswärtigen Amtes bzw. des Reichskolonialamtes als Vorsitzende im Kolonialrat vertreten (in Klammern: Zeit des Vorsitzes):
1. 1890–1896: Paul Kayser
2. 1896–1898: Oswald von Richthofen
3. 1898–1900: Gerhard von Buchka
4. 1900–1905: Oscar Wilhelm Stübel
5. 1905–1906: Ernst Fürst von Hohenlohe-Langenburg
6. 1906–1907: Bernhard Dernburg
7. 1911–1913: Wilhelm Solf

### Weitere Mitglieder
Als einfache Mitglieder:
- Max Berner, Jurist, Mittelsmann der evangelischen Missionsgesellschaften zum Reichskolonialamt
- Theodor Ebert, Geologe
- Adolph von Hansemann, Bankier, Direktor der Disconto-Gesellschaft
- Franz Hespers, katholischer Kleriker
- August Freiherr von der Heydt, Kunstsammler, Teilhaber des Bankhaus von der Heydt-Kersten & Söhne
- Karl von Hofmann, Politiker
- Karl Rudolf Jacobi, protestantischer Vertreter, Staatssekretär des Reichsschatzamtes a. D.
- Emil Kirdorf, Vertreter des Alldeutschen Verbandes
- Reinhold Kraetke, Staatssekretär des Reichspostamtes, ab 1891 im Kolonialrat
- Eugen Langen, Industrieller
- Johann Albrecht zu Mecklenburg, Vertreter der Deutschen Kolonialgesellschaft
- Johannes von Miquel, Vertreter des Deutschen Kolonialvereins
- Wilhelm von Oechelhäuser, Vertreter der Deutschen Bank
- Ferdinand von Richthofen, Geograph[3]
- Julius Scharlach, Rechtsanwalt
- Karl Schmeißer, Geologe
- Max Schoeller, Zuckerfabrikant und Ethnologe
- Georg Schweinfurth, Afrikaforscher
- Paul Staudinger, Afrikaforscher
- Victor Valois, pensionierter Vizeadmiral
- Ernst Vohsen, Verleger
- Adolph Woermann, Reeder